# Maria Czygan
Maria Czygan, auch: Maria Czygan-Waldemar (* 13. April 1868 in Braunsberg, Ermland; † 28. August 1944 im Krankenhaus von Greifenberg/Pommern) war eine deutsche Schriftstellerin.

## Leben
Sie war eine Tochter von Rudolf Czygan (* 14. März 1819, † 24. Mai 1892 in Königsberg) und der Leopoldine Holz. Rudolf Czygan war Kanzleidirektor beim Oberlandesgericht Königsberg.
Maria Czygan lebte mit ihrer Schwester Clara Czygan (* 16. Februar 1865 in Braunsberg, † 24. Januar 1940 in Berlin-Charlottenburg) seit 1904 in einer gemeinsamen Wohnung in Berlin-Charlottenburg (Cauerstraßraße 9). Nachdem die beiden Schwestern ihrem Bruder Arthur Czygan (Kreisbauinspektor in Naggard/Pommern, † 1908), jahrelang den Haushalt geführt hatten, erhielten sie deshalb seit 1908 staatliche Unterstützung. Maria wurde in der Nacht vom 22./23.11.1943 in ihrer Wohnung (Berlin-Charlottenburg, Cauerstraße 9) ausgebombt. Sie zog deshalb an ihren 2. Wohnsitz in Greifenberg.
Sie verfasste Romane und Erzählungen, vorwiegend für Kinder und Jugendliche.

## Werke
- Seines Glückes Schmied. Reutlingen 1909.
- Märchen von Tieren und Leuten, dummen und gescheiten. Reutlingen 1911.
- Die kleinen Bettler und andere Märchen. Reutlingen 1914.
- Sigrid. Berlin 1916.
- Deutsche Mädel. Berlin 1917.
- Heides Erlebnisse auf Schloß Sonnblick. Stuttgart [u. a.] 1919.
- Hans der Träumer und andere Erzählungen. Reutlingen 1922.
- Der Platz an der Sonne. Reutlingen 1924.
- Das Heiratsstädtchen. Reutlingen 1926.